# Lola Beltrán
María Luscila Beltrán Ruiz Alcayaga, ook bekend als Lola el Grande, (El Rosario 1932 - Mexico-Stad, 25 maart 1996) was een Mexicaans zangeres.
Als vertolkster van de muziekstijl ranchera is zij een van de belangrijkste Mexicaanse zangeressen. Gedurende haar carrière ontving zij een groot aantal onderscheidingen en trad zij over de hele wereld op onder andere voor vele wereldleiders zoals John F. Kennedy en Francisco Franco. Tevens was zij succesvol als producer en actrice en speelde zij in een aantal films, w.o. Cucurucucu Paloma. Zij overleed op 25 maart 1996 als gevolg van een beroerte.
- Biblioteca Nacional de España: XX860827
- Bibliothèque nationale de France: cb13818579r (data)
- Catàleg d'autoritats de noms i títols de Catalunya: 981058525169006706
- Gemeinsame Normdatei: 1020789344
- International Standard Name Identifier: 0000 0000 5948 8259
- Library of Congress Control Number: n94031289
- MusicBrainz: 5bace4e8-2280-4d13-a198-94e13587e111
- SNAC: w6gw1dz1
- Virtual International Authority File: 38601397
- WorldCat: E39PBJrC9BBfMfWVk4DTd47JXd